# روزاليا أرتيغا
روزاليا أرتيغا (من مواليد 5 ديسمبر 1956) هي سياسية من إكوادور. شغلت منصب أول رئيسة دولة بالوكالة لبضعة أيام في عام 1997.

## الحياة
ولدت في كوينكا الإكوادور.

## الرئاسة
أصبحت نائبة الرئيس في عام 1996 بعد انتخاب عبد الله بوكرم كرئيس. في 6 فبراير 1997 أُعلن أن الرئيس بوكرام غير مؤهل للحكم من قبل الكونجرس. أصبح أرتيغا وزعيم الكونجرس فابيان ألاركون متورطين في نزاع حول من يجب أن يخلف بوكارام لأن الدستور كان غامضًا بشأن هذه القضية. في البداية أدى ألاركون اليمين بدعم من الكونجرس. في 9 فبراير أدت أرتيغا التي أصرت على أن تصبح نائبة للرئيس اليمين الدستورية كأول رئيسة للإكوادور. بعد يومين في 11 فبراير وبدعم من الكونجرس والجيش أدى ألاركون اليمين مرة أخرى واستقالت أرتيغا.
واصلت أرتيغا الاشتباك مع ألاركون واستقالت من منصبها كنائبة للرئيس في مارس 1998. ثم ترشحت للرئاسة في الانتخابات التي أجريت في مايو 1998 لكنها حصلت على 3٪ فقط من الأصوات.

## بعد الرئاسة
كان أرتيغا أمينًا عامًا لمنظمة معاهدة التعاون في منطقة الأمازون حتى عام 2007. تستمر في تلقي معاش تقاعدي مدى الحياة من الحكومة الإكوادورية براتب قدره 48.690 دولارًا سنويًا.
بدعم من منظمة "فوروارد" (Forward)، وهي منظمة مجتمع مدني، أعلنت أرتيغا عن نيتها الترشح لمنصب الأمين العام للأمم المتحدة في انتخابات عام ٢٠٢١. إلا أن أنطونيو غوتيريش، الذي يشغل المنصب حاليًا، عُيّن أمينًا عامًا جديدًا لولاية ثانية على التوالي.
تعمل كعضو في مركز نظامي كنجافي الدولي، وهو مؤسسة فكرية للسياسات العالمية تتألف أساسًا من رؤساء ورؤساء وزراء حاليين وسابقين، وقد ساهمت مؤخرًا بمقال عن «الفيروس والاقتصاد» في مجلتها.